# 丹野園
株式会社丹野園（たんのえん）は、山形県西村山郡河北町にあるお茶の製造メーカーである。

## 概要
国産茶のアサツユシリーズや玉露、芽茶、粉茶、玄米茶、ほうじ茶などを製造及び販売している。
看板商品に使われるアサツユは、鹿児島県の知覧町にある茶農家と共同開発して生産した品種である。知覧町の茶農家との契約栽培による荒茶を山形県に直送し、丹野園の工場で製品にしている。栽培されているアサツユは科学肥料を極力おさえ、有機肥料による有機栽培に近い生産をしている。他では10回くらい行われる農薬の散布も年に3回までとしており、害虫のフェロモン作用による防除により、自然環境にやさしい減農薬栽培を実践している。
工場のすぐ近くには茶道具の展示室などを備えたべに花茶遊館や茶室の茶室 丹心亭がある。